# Douce-Apokalypse

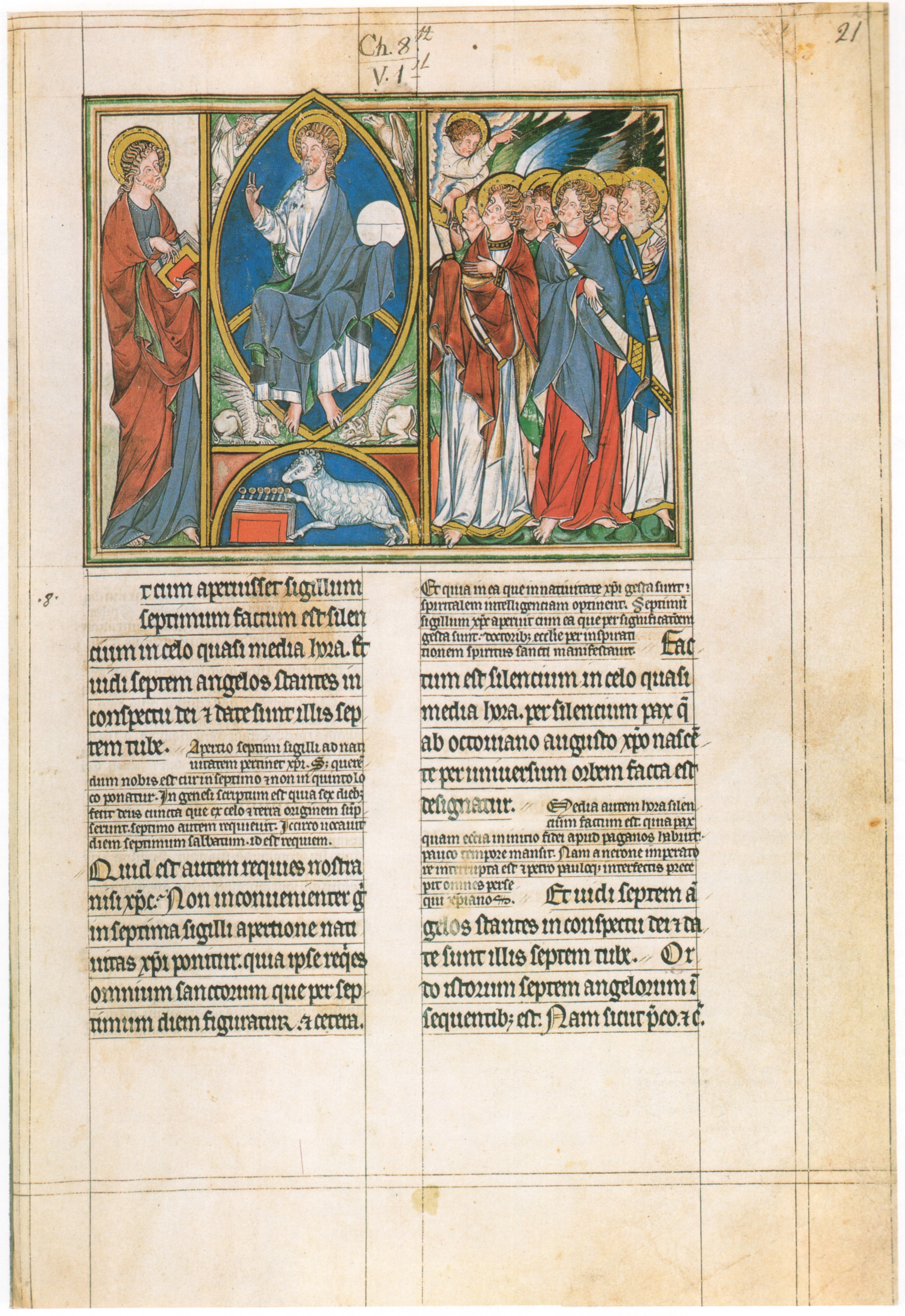
Douce-Apokalypse (f. 21r)

Die sogenannte Douce-Apokalypse ist ein Werk der englischen Buchmalerei aus der Zeit um 1270. Sie entstand wahrscheinlich für den späteren König Eduard I. und dessen Gemahlin Eleonore von Kastilien an der Hofschule von Westminster in London und gilt als ein Hauptwerk der hochgotischen Buchmalerei.

## Inhalt und Ausstattung
Das Buch besteht heute aus 63 Pergamentblättern im Format von 31,1 × 20,3 cm. F. 1 bis 12 enthalten eine Apokalypse in altfranzösischer Sprache mit einem anonymen Kommentar. Bis auf eine Figureninitiale enthält dieser Teil keine Illustrationen. Ein großer Teil dieser altfranzösischen Apokalypse ist verloren gegangen, vermutlich umfasste sie ursprünglich 32 Blatt.
Der Hauptteil (f. 13 bis 61) enthält eine Apokalypse in lateinischer Sprache mit Auszügen aus dem Kommentar des Berengaudus. Auf jeder Seite befindet sich oben eine halbseitige Miniatur (ca. 110 × 145 mm), darunter in zwei Spalten der entsprechende Abschnitt der Apokalypse sowie in kleinerer Schrift der Berengaudus-Kommentar. Die meisten der 97 Miniaturen sind farbig ausgemalt und mit Gold, manchmal auch mit Silber geschmückt. Einige Miniaturen sind unvollendet, es sind nur die Federvorzeichnungen und teilweise auch der Goldschmuck ausgeführt. Dieser Teil ist fast vollständig erhalten, es fehlen vermutlich nur fünf Blätter.
Vor den Pergamentblättern sind mehrere Papierblätter beigebunden, diese enthalten unter anderem weitschweifige Ausführungen aus dem Jahr 1795 von einem früheren Besitzer der Handschrift (vermutlich William Wilson).

## Entstehung und Geschichte
Die Entstehung an der Hofschule von Westminster gilt als gesichert, die Datierung ist jedoch umstritten. Peter K. Klein hält die Zeit von 1270 bis 1274 für am wahrscheinlichsten. Über den Verbleib der Handschrift ist jahrhundertelang nichts bekannt. Etwa um 1600 erhielt sie – vermutlich in Oxford – den prächtigen Renaissance-Einband, den sie heute noch besitzt. Im 19. Jahrhundert kam sie aus dem Nachlass von William Wilson in den Buchhandel, wo sie 1833 von Francis Douce erworben wurde. Douce vermachte seine Sammlung der Bodleian Library in Oxford, wo die Handschrift bis heute unter der Signatur Ms. Douce 180 aufbewahrt wird.